# Julius Carlsson (kock)

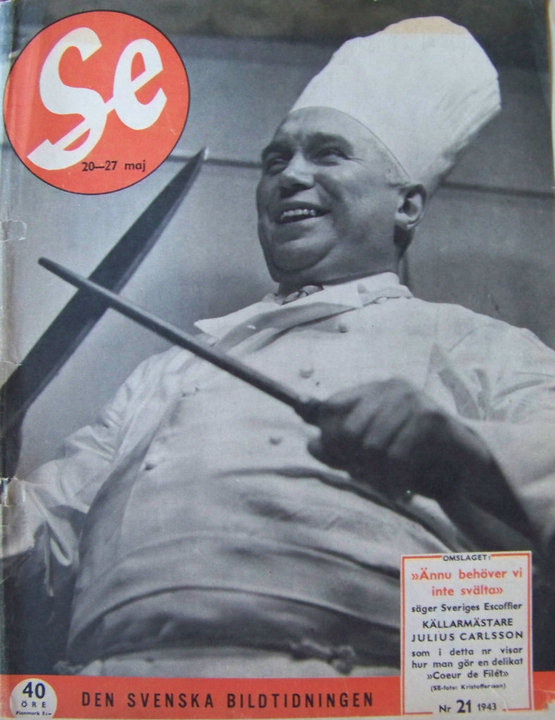
Julius Carlsson på förstasidan av Se 1943

Julius Carlsson, född 30 september 1898 i Stora Tuna, död 26 oktober 1976 i Stockholm, var en svensk kock och källarmästare.

## Biografi
Julius Carlsson började sin yrkesmässiga karriär på Centralhotellet i Borlänge, därefter Privathotellet i Falun. Han gick sedan vidare till Operakällaren i Stockholm som smörgåsnisse, sedan kockelev i köket och även elev i konditoriet. Hösten 1922 reste Carlsson till Frankrike och fick utbildning vid ett flertal restauranger i Paris, Vichy och Nice. Vid återkomsten till Sverige 1926 efter ett mellanspel i London, var han souschef hos köksmästare Louis Gay på Hasselbacken i Stockholm. Senare var han souschef vid Grand Hôtel i samma stad. Han blev köksmästare på Cecil 1931. Mellan 1939 och 1954 var han källarmästare och ägare till Bacchi Wapen. År 1946 drev han restaurangerna vid Gävleutställningen 1946. Under flera somrar i början av 1940-talet drev han Badrestaurangen i Borgholm och 1953–1956 Snäckgärdsbaden i Visby.
År 1947 startade han en ny restaurangverksamhet i Strömsborg (KAK-huset) i Stockholm. Restaurangen fick namnet Trianon. Trianon var stängt under sommaren och personal arbetade i stället på Snäckgärdsbaden på Gotland. 11 maj 1953 utbröt en brand på Trianon. . Trianon såldes till Hans Bratt 1958. 
Han drev Restaurang Oxen 1960–1964 . Restaurangchef var Sune Carlqvist. . 
Han var läromästare för många senare kockar, bland andra Bengt Wedholm , köksmästaren Harry Uhr och Kjell Blekenberg på Cattelin.
Carlsson skapade oxfilé provencale och komponerade Wallenbergare.
Han var en av examinatorerna på Hasselbacken.
Julius Carlsson är begravd på Stora Tunas kyrkogård.

## Utmärkelser
- 1968: Restaurangförbundets förtjänsttecken i guld.